# Schleuse Parey
Die Schleuse Parey ist eine Koppelschleuse im Pareyer Verbindungskanal, einem Abstieg vom Elbe-Havel-Kanal zur Elbe, und liegt in der Gemeinde Elbe-Parey in Sachsen-Anhalt. 

## Geschichte
Havel und Elbe waren bereits spätestens seit dem Mittelalter wichtige Verkehrs- und Transportwege. Aufgrund der starken Strömung in der Elbe und um den weiten Umweg in Richtung Magdeburg über Havelberg zu umgehen, wurde nach 1743 mit dem Bau des Plauer Kanals begonnen. Dieser endete bei Derben in der Elbe. Um den Abstieg vom Kanal in die Elbe zu ermöglichen, wurde zunächst eine Schleuse aus Holz, die Alte Schleuse Parey, errichtet. Weiterhin wurde im 19. Jahrhundert der Ihlekanal für eine wasserstands- und strömungsunabhängige Schifffahrt parallel zur Elbe angelegt. Im weiteren Ausbau wurde aus Plauer Kanal und Ihlekanal der Elbe-Havel-Kanal. Zwischen 1888 und 1892 wurde der Hochwasserschutz entlang der Elbe verbessert und Elbdeiche errichtet. Weiterhin wurde ein neuer Mündungsarm für den Kanal angelegt, um Versandungsprobleme zu lösen, der Alte Mündungsarm bildete in der Folge die Baggerelbe. In diesem Zusammenhang wurde die Alte Schleuse Parey durch eine neue zweikammrige Koppelschleuse etwa anderthalb Kilometer westlich im neuen Mündungsarm gelegen, ersetzt.

## Bauwerk
Die Schleuse Parey befindet sich am Gewässerkilometer PVK 0,80 unmittelbar vor der Mündung in die Elbe. Es handelt sich bei ihr um eine Koppelschleuse mit zwei hintereinander liegenden Schleusenbecken. Diese erlauben es, bei niedrigen Wasserständen in der Elbe große Höhenunterschiede zwischen Fluss und Kanal zu überwinden. Die nutzbare Kammerlänge über die gesamte Schleuse beträgt 145 m. Bei Trennung der Schleusenbecken durch ein Stemmtor reduziert sie sich auf 70 m im elbseitigen und 65 m im Kanalseitigen Schleusenbecken. Die Kammerbreite beträgt 8,20 m. Die Fallhöhe hängt stark vom jeweiligen Wasserstand der Elbe ab und kann um mehrere Meter schwanken. Als Hochwasserschutzmaßnahme wurde das Außenhaupt der Schleuse mit einem Hubschwenktor versehen und in den Deich integriert. Das elbseitige Schleusentor hat eine bidirektionale Funktionsweise, d. h., es kann sowohl die Elbe- als auch die Kanalhaltung, egal auf welcher Seite das Wasser höher steht, gegeneinander abwehren. Die höchstzulässige Tauchtiefe beim Passieren der Schleuse beträgt 1,85 m.